# Karl von Hanenfeldt
Karl Konrad Louis von Hanenfeldt (23 tháng 11 năm 1815 tại Labiau – 18 tháng 5 năm 1888 tại Dresden) là một sĩ quan quân đội Phổ, đã được thăng đến cấp Trung tướng. Ông đã từng tham chiến trong cuộc Chiến tranh Áo-Phổ năm 1866 trên cương vị là một lữ đoàn trưởng, sau đó ông tham gia cuộc Chiến tranh Pháp-Đức (1870 – 1871) với chức vụ Phó Tham mưu trưởng quân đội.

## Tiểu sử

### Thân thế
Karl Konrad Louis sinh vào tháng 11 năm 1815, trong một gia đình quý tộc cổ vùng Baltic. Ông là con trai của Leopold Konrad Konstantin von Hanenfeldt (14 tháng 6 năm 1775 tại Poduren – 3 tháng 7 năm 1828 tại Labiau) với người vợ của ông này là Luise, nhũ danh von Rogalla (4 tháng 11 năm 1780 – 9 tháng 5 năm 1873 tại Königsberg).

### Sự nghiệp quân sự
Thời trẻ, Hanenfeldt theo học trường thiếu sinh quân ở Kulm vào ngày 16 tháng 5 năm 1827. Hai năm sau đó, ông nhập học trường thiếu sinh quân Berlin vào tháng 8 năm 1829. Từ đây, ông được đổi vào Trung đoàn Bộ binh số 1 trong quân đội Phổ với cấp hàm Thiếu úy vào ngày 7 tháng 8 năm 1832. Sau đó, ông được cắt cử vào Trường Quân sự Tổng hợp (Allgemeinen Kriegsakademie) để rèn luyện thêm từ tháng 11 năm 1832 cho đến tháng 10 năm 1836, rồi một lần nữa từ tháng 10 năm 1840 cho tới giữa tháng 6 năm 1841. Giữa hai lần học ở Trường Quân sự Tổng hợp, ông là Giảng viên Trường Sư đoàn (Divisionsschule) của Sư đoàn số 1 kể từ tháng 9 năm 1838 đến ngày 30 tháng 6 năm 1840. Trong những năm kế tiếp, ông đã vài lần được cắt cử sang các bộ phận khác cua quân đội. Thoạt tiên, ông là giảng viên Trường Thiếu sinh quân Berlin, sau đó ông được đổi sang Bộ phận Đo đạc Địa hình của Bộ Tổng tham mưu rồi Bộ Tổng tham mưu. Ông được gia nhập Bộ Tổng tham mưu vào ngày 27 tháng 3 năm 1848, cũng chính là ngày ông được lên quân hàm Trung úy. Ba tháng sau, ông được chuyển vào Bộ Tham mưu của Quân đoàn II tại Stettin và được thăng hàm Đại úy vào ngày 6 tháng 1 năm 1849. Đến tháng 4 năm 1853, Hanenfeldt được phép tham gia một cuộc viễn chinh của Pháp vào Algiers. Tiếp theo đó, ông trở lại Bộ Tham mưu của Quân đoàn II, được lên cấp bậc Thiếu tá vào ngày 18 tháng 6 năm 1853 rồi lại được bổ nhiệm vào Bộ Tổng tham mưu vào ngày 28 tháng 3 năm 1854. Đến giữa tháng 5 năm 1855, ông vào Bộ Tham mưu của Sư đoàn số 13 tại Münster và làm việc ở đây tới cuối tháng 1 năm 1857, sau đó ông gia nhập Bộ Tham mưu của Quân đoàn I ở Königsberg. Năm sau, ngày 8 tháng 1 năm 1858, ông chuyển sang phục vụ tiền tuyến với chức vụ Tiểu đoàn trưởng trong Trung đoàn Bộ binh số 21, và tại đơn vị này ông được thăng cấp Thượng tá vào ngày 22 tháng 5 năm 1858. Tiếp sau đó, ngày 18 tháng 1 năm 1858, Hannenfeldt trở lại giữ một chức Chủ nhiệm Bộ phận trong Bộ Tổng tham mưu, và đảm nhiệm cương vị này cho đến ngày 28 tháng 10 năm 1859 rồi được đổi làm Tham mưu trưởng của Quân đoàn II. Vào ngày 1 tháng 7 năm 1860, ông được phong cấp hàm Đại tá, đồng thời được tặng thưởng Huân chương Vương miện hạng III, cùng với Thập tự Chỉ huy (Kommandeurskreuz) của Huân chương Thánh Olav.
Vào ngày 5 tháng 3 năm 1863, Hanenfeldt được lãnh chức Trung đoàn trưởng Trung đoàn Phóng lựu số 11. Ông được phong danh hiệu à la suite vào ngày 13 tháng 8 năm 1864, đồng thời được bổ nhiệm làm Lữ đoàn trưởng Lữ đoàn Bộ binh số 41 rồi được thăng chức Thiếu tướng vào ngày 18 tháng 4 năm 1865. Vào năm 1866, sau khi cuộc Chiến tranh Bảy tuần với Áo bùng nổ, ông đã chỉ huy lữ đoàn của mình tham chiến trong trận Königgrätz ngày 3 tháng 7. Tại đây, lữ đoàn của ông thu giữ 35 khẩu pháo và bắt được hơn 2.000 lính Áo làm tù binh. Vì chiến tích này, vào ngày 20 tháng 9 năm 1866, Hanenfeldt được trao tặng Thập tự Xanh (cũng có tể hiểu là Huân chương Quân công), phần thưởng quân sự cao quý nhất của Phổ. Sau khi cuộc chiến tranh chấm dứt, Hanenfeldt được ủy nhiệm làm Sư đoàn trưởng Sư đoàn số 2 vào ngày 30 tháng 10 năm 1866, sau đó ông được thăng hàm Trung tướng vào ngày 18 tháng 4 năm 1867.
Vào ngày 21 tháng 4 năm 1868, tướng Hanenfeldt được xuất ngũ (zur Disposition, giải ngũ nhưng sẽ được triệu hồi khi có chiến tranh), đồng thời được trao tặng Ngôi sao đính kèm vào Huân chương Đại bàng Đỏ hạng II. Khi cuộc Chiến tranh Pháp-Đức (1870 – 1871), ông được triệu hồi làm Phó Tham mưu trưởng quân đội vào ngày 23 tháng 7 năm 1870. Hanenfeldt giữ chức vụ này cho đến khi ông từ nhiệm vào ngày 23 tháng 5 năm 1871 và không lâu sau đó, ông được phong tặng Thập tự Đại Chỉ huy (Großkomturkreuz) của Huân chương Chiến công Bayern. Ông từ trần vào ngày 18 tháng 5 năm 1888 tại Dresden.

### Gia đình
Vào ngày 19 tháng 5 năm 1860, Hanenfeldt đã thành hôn với Friederike Magdalene von Hanenfeldt (26 tháng 8 năm 1834 tại Sunzel – 6 tháng 4 năm 1909 tại Dresden). Cuộc hôn nhân này đã mang lại cho họ những người con sau đây:
- Friedrich (sinh ngày 20 tháng 5 năm 1861)
- Luise (sinh ngày 2 tháng 11 năm 1862)